# Moonsorrow
Moonsorrow is een paganmetalband uit Helsinki, Finland. De teksten van Moonsorrow zijn uitsluitend in het Fins geschreven.

## Geschiedenis
De band werd opgericht in 1995.

## Bezetting
- Henri Sorvali - gitaar, keyboard en zang
- Ville Sorvali - basgitaar, gitaar, zang, accordeon en mondharp
- Mitja Harvilathi - gitaar en achtergrondzang
- Markus Eurén - keyboard en achtergrondzang
- Marko Tarvonen - drums, achtergrondzang en 12-snarige gitaar

Zoals te zien is, wisselen de bandleden van instrument. Meestal bespeelt Henri Sorvali de gitaar, Ville Sorvali de bas, Mitja Mitja Harvilathi eveneens de gitaar, Eurén de keyboards en Tarvonen de drums. Dit afwisselen is handig bij de opnamen van sommige albums, omdat Moonsorrow vaak langere nummers componeert. Vele composities duren 10 tot 20 minuten, maar op Viides Luku-Hävitetty en Tulimyrsky staan zelfs nummers die ongeveer 30 minuten duren.

## Discografie
- 2001 - Suden Uni (Wolvendroom)
- 2001 - Voimasta Ja Kunniasta (Over Macht en Eer)
- 2003 - Heruitgave van Suden Uni + bonustrack en dvd
- 2003 - Kivenkantaja (Stenendrager)
- 2005 - Verisäkeet (Bloedversen)
- 2007 - Viides Luku-Hävitetty (Vijfde Hoofdstuk-Verwoesting)
- 2008 - Tulimyrsky (Vuurstorm) (EP)
- 2011 - Varjoina Kuljemme Kuolleiden Maassa (Als Schaduwen Wandelen Wij in het Land van de Doden)
- 2016 - Jumalten Aika (De Tijd van de Goden)

### Demo's
- 1997 - Metsä
- 1999 - Tämä Ikuinen Talvi (ook als cd in 2001)

### Nooit uitgebrachte demo's en cd's
- 1996 - Thons of Ice
- 1997 - Promo (Moonsorrow)